# 蒋丙然
蒋丙然（1883年9月2日—1966年12月24日），原名幼聪，字右沧，男，福州闽侯人，中国气象学家，中国近代气象学事业的开拓者之一。

## 生平
蒋丙然之父蒋仁为光绪年间举人，蒋丙然早年曾在贞仁学塾就读，1905年进入上海法文学校学习法语，后进入上海震旦大学物理系。因各科成绩优异，成为马相伯的得意门生。毕业后前往比利时留学，获让布卢农业生物技术学院农业气象学博士学位。
回国后任苏州垦殖学校教务长。后在中央观象台台长高鲁邀请下出任中央观象台技正、气象科科长、代理台长等，同时任教于北京南苑航空学校、北京大学、北京师范大学等校。1914年由他创办的《气象丛报》是中国最早的气象刊物。1924年中国从日本手中接管青岛观象台后蒋丙然出任首任台长。同年作为主要发起者之一创建中国气象学会并连任五届会长。抗日战争期间任北京大学农学院农艺学系主任。
抗战后于1946年赴山东大学任教。同年前往台湾，出任台湾大学农学院教授。中华民国气象学会在台北成立後出任首任理事长。他还擔任過是中國天文學會 (台灣)理事长，国际天文联合会会员，意大利气象学会名誉副会长。1966年12月24日在台大医院逝世。

## 著作

### 專書
- 《應用氣象學》臺灣商務印行 1952
- 《臺灣氣候誌》臺灣銀行經濟研究室 1954
- 《農業氣象》正中書局 1954
- 《龍捲風的奇觀》正中書局 1954
- 《氣候學》國立編譯館 1967
- 《大氣問題常識》東方

### 期刊
- 《臺灣氣候》大陸雜誌 1期 1950
- 《由氣候觀念說人造雨》大陸雜誌 2期 1951
- 《農業氣象的世界觀》科學農業 3期 1955
- 《臺灣省菸草栽培區之氣象與菸草產量相關之研究》地理學報 1期 1962
- 《玉蜀黍田間微氣候測驗報告》地理學報 1期 1962
- 《臺灣省棉作區域之氣象與棉作產量相關之研究》地理學報 2期 1964
- 《臺灣省主要河川流域雨量流量與灌溉及稻作蔗作關係之研究》地理學報 2期 1964
- 《冬季東北季風對於臺灣農業影響之研究》地理學報 3期 1965

## 延伸閱讀
- 葉文欽，2009年，〈我國近代氣象事業的開拓者：蔣丙然博士〉，《中華民國氣象學會會刊》（第50卷）

## 外部連結
- 中華民國氣象學會